# Хожетаевка
Хожетаевка — обезлюдевшее село в Красноярском районе Астраханской области, в составе Джанайского сельсовета.
Население — 15 (2017)

## География
Село расположено в пределах Прикаспийской низменности, к востоку от Волго-Ахтубинская пойма, близ левого берега реки Берекет, на высоте 8 метров ниже уровнем моря. Рельеф местности равнинный, в окрестностях имеются так называемые бугры Бэра. возвышающиеся над окружающей местностью. Почвы пойменные луговые.
Село находится в границах санитарно-защитной зоны Астраханского газового комплекса. В связи с негативным воздействием на окружающую среду деятельности комплекса постановлением Совета Министров РСФСР от 17.08.1990 № 309 село Хожетаевка Джанайского сельсовета включено в перечень населенных пунктов, расположенных в 8-километровой санитарно-защитной зоне Астраханского газового комплекса, на территории которых установлен коэффициент за работу в пустынной и безводной местности в размере 1,35 к заработной плате рабочих и служащих.
По автомобильной дороге расстояние до областного центра города Астрахани составляет 62 км, до районного центра села Красный Яр — 21 км, до административного центра сельского поселения села Джанай — 6 км.
Климат резко-континентальный, крайне засушливый (согласно классификации климатов Кёппена-Гейгера — Bsk). Среднегодовая температура воздуха положительная и составляет около 10 °C, расчётная многолетняя норма осадков — около 210 мм.
Часовой пояс
Хожетаевка, как и вся Астраханская область, находится в часовой зоне МСК+1. Смещение применяемого времени относительно UTC составляет +4:00.

## История
Основано в 1788 году как поселение карагашей (кундровские татары), этнографической группы ногайцев. Первоначально село имело значение зимовья, так как в весеннее-летний период ногайцы продолжали вести кочёвку по левобережью Ахтубы.
Согласно списку населённых мест Астраханской губернии в 1859 году в казённом селе Хожетаевка имелось 232 двора, имелось 12 мечетей, всего проживало 3 452 души мужского и 3 088 женского пола.
В 1918 году село вошло в состав Сеитовской волости.
В период коллективизации в селе Хожетаевка организован рыболовецкий колхоз имени Нариманова. В 1954 году был объединён с колхозом «Рассвет коммуны» (село Джанай) в колхоз «Борьба за мир» (центр — село Хожетаевка). В 1964 году последний вошёл в состав колхоза «Заветы Ильича». Центром укрупнённого хозяйства стало село Джанай.

## Население
| 1859 | 1904  | 1908  | 1914  | 2002 | 2010 | 2013 |
| ---- | ----- | ----- | ----- | ---- | ---- | ---- |
| 6540 | ↘3760 | ↘1243 | ↗1360 | ↘14  | ↘0   | ↗13  |
| 2014 | 2017  |       |       |      |      |      |
| →13  | ↗15   |       |       |      |      |      |